# Monster Hunter
Monster Hunter (с англ. — «охотник на чудовищ») — серия видеоигр в жанре action RPG, начавшаяся с одноимённой игры для PlayStation 2 в 2004 году. Игры серии разрабатываются и издаются японской компанией Capcom. В каждой игре серии игрок принимает на себя роль охотника в том или ином регионе фэнтезийного мира, занимаясь выслеживанием и добычей разнообразных фантастических животных. Серию отличает детально проработанный мир с вымышленными, но правдоподобными экосистемами. Игры серии позволяют игроку развивать персонажа, осваивая новые навыки и создавая новое снаряжение для охоты на более крупных и опасных зверей. Важной составляющей серии является возможность кооперативной игры, позволяющая нескольким игрокам-охотникам вести охоту совместно. Серия Monster Hunter пользуется огромной популярностью в Японии, став социальным феноменом и одной из самых прибыльных игровых серий для компании-разработчика — Capcom.

## Игры
| 2004 | Monster Hunter                                |
| 2005 | Monster Hunter G                              |
| 2005 | Monster Hunter Freedom                        |
| 2006 | Monster Hunter 2                              |
| 2006 | Monster Hunter i                              |
| 2007 | Monster Hunter Frontier Online                |
| 2007 | Monster Hunter Freedom 2                      |
| 2008 | Monster Hunter Freedom Unite                  |
| 2009 | Monster Hunter Tri                            |
| 2010 | Monster Hunter Diary: Poka Poka Airou Village |
| 2010 | Monster Hunter Portable 3rd                   |
| 2011 | Monster Hunter Dynamic Hunting                |
| 2011 | Monster Hunter 3: Ultimate                    |
| 2012 |                                               |
| 2013 | Monster Hunter 4                              |
| 2013 | Monster Hunter Frontier G                     |
| 2014 | Monster Hunter 4: Ultimate                    |
| 2015 | Monster Hunter Explore                        |
| 2015 | Monster Hunter Generations                    |
| 2016 | Monster Hunter Stories                        |
| 2016 | Monster Hunter Frontier Z                     |
| 2017 | Monster Hunter Generations: Ultimate          |
| 2018 | Monster Hunter: World                         |
| 2019 | Monster Hunter World: Iceborne                |
| 2020 |                                               |
| 2021 | Monster Hunter Rise                           |
| 2021 | Monster Hunter Stories 2: Wings of Ruin       |
| 2022 | Monster Hunter Rise: Sunbreak                 |
| 2023 | Monster Hunter Now                            |
| 2024 |                                               |
| 2025 | Monster Hunter Wilds                          |

- Monster Hunter — PlayStation 2
  - Monster Hunter G — PlayStation 2, Wii (Monster Hunter G расширенная версия первой части Monster Hunter, вышедшей на PS2 в 2004 году. Разработчики добавили в игру новых монстров, новое оружие и подборку дополнительных квестов. Позднее игра вышла на портативной консоли PSP под названием Monster Hunter Freedom.)
  - Monster Hunter Portable / Monster Hunter Freedom — PlayStation Portable
- Monster Hunter 2 — PlayStation 2
  - Monster Hunter Portable 2nd / Monster Hunter Freedom 2 — PlayStation Portable
  - Monster Hunter Portable 2nd G / Monster Hunter Freedom Unite — PlayStation Portable, iOS
- Monster Hunter Tri — Wii
  - Monster Hunter Portable 3rd — PlayStation Portable, PlayStation 3
  - Monster Hunter 3 Ultimate — Wii U, Nintendo 3DS
- Monster Hunter 4 — Nintendo 3DS
  - Monster Hunter 4 Ultimate — Nintendo 3DS
- Monster Hunter Generations / Monster Hunter XX — Nintendo 3DS, Nintendo Switch
- Monster Hunter Stories[англ.] — Nintendo 3DS
- Monster Hunter: World — PlayStation 4, Xbox One, Windows
  - Monster Hunter World Iceborne — (расширение для Monster Hunter World с новым контентом)
- Monster Hunter: Rise — Nintendo Switch, Windows, PlayStation 4, PlayStation 5, Xbox One, Xbox Series X/S
  - Monster Hunter Rise: Sunbreak — Nintendo Switch, Windows, PlayStation 4, PlayStation 5, Xbox One, Xbox Series X/S (расширение для Monster Hunter Rise. Сюжет Monster Hunter Rise: Sunbreak начинается после событий Monster Hunter Rise. Содержит новые сюжетную линию, локацию, монстров, дополнения к бою, сложность квеста Master Rank — бывший G Ранг).
- Monster Hunter Wilds — Windows, PlayStation 5, Xbox Series X/S

Спин-оффы:
- Monster Hunter Frontier Online[англ.] — Windows, Xbox 360, PlayStation 3, Wii U, PlayStation 4, PlayStation Vita
- Monster Hunter Online — Windows
- Monster Hunter Diary: Poka Poka Airu Village — PlayStation Portable
- Monster Hunter Diary: Poka Poka Airu Village G — PlayStation Portable
- Monster Hunter Diary: Poka Poka Airu Village DX — Nintendo 3DS
- Monster Hunter Stories[англ.] — Nintendo 3DS, Android, iOS
- Monster Hunter Stories 2: Wings of Ruin[англ.] — Nintendo Switch, Windows
- Monster Hunter i — Symbian OS
- Monster Hunter Dynamic Hunting — Android, iOS
- Monster Hunter Phantom Island Voyage — Android, iOS
- Monster Hunter Massive Hunting — Android, iOS
- Monster Hunter Big Game Hunting Quest — Android, iOS
- Monster Hunter Mezeporta Reclamation — Android, iOS
- Monster Hunter Explore — Аркадные автоматы
- Monster Hunter Spirits — Android, iOS

## История
Игра Monster Hunter, выпущенная в 2004 году, стала одним из трёх экспериментальных онлайн-проектов, использовавших новые на тот момент сетевые функции игровой приставки PlayStation 2. Двумя другими играми были Auto Modellista и Resident Evil Outbreak — опыт, полученный при их разработке и запуске, использовали и при создании выпущенной позже Monster Hunter. Игру создавали с оглядкой на знаковую для японской игровой индустрии Phantasy Star Online. Monster Hunter была рассчитана прежде всего на кооперативную онлайн-игру — по задумке разработчиков, в таких условиях игроки с разным уровнем навыка могли почувствовать себя победителями, совместно убивая огромных чудовищ. Игра получила посредственные отзывы прессы. Сайт GameSpot, в частности, назвал Monster Hunter «живым ископаемым» — по мнению обозревателя, она успела устареть к моменту выхода, будучи просто попыткой воспроизвести опыт уже ушедшей в прошлое Phantasy Star Online. Несмотря на это, Monster Hunter единственной из всех трёх пробных онлайн-проектов Capcom оказалась коммерчески успешной — в Японии продажи игры превысили миллион копий. Monster Hunter выпустили и в США, но её продажи там оказались гораздо более скромными, и несколько следующих игр за пределами Японии не выходили.
Capcom запустила в разработку несколько проектов, как Monster Hunter G — расширенную версию той же самой игры, или Monster Hunter Freedom — игру, основанную на той же самой Monster Hunter G, но предназначенную уже для портативной консоли PlayStation Portable. Хотя в дальнейшем игры выпускались и для домашних консолей, и для портативных, именно на последних серия обрела по-настоящему огромную популярность. PlayStation Portable поддерживала возможность создания беспроводных ad-hoc-сетей на основе Wi-Fi, и портативные игры наподобие Monster Hunter Freedom, предлагавшей кооперативную игру на четырёх человек, как нельзя лучше подходили для этого режима. В Японии с её плотно населёнными городами несколько владельцев консолей могли запросто найти друг друга в публичном месте — например, на вокзале или в парке — синхронизировать консоли в ad-hoc-сеть и вместе сражаться с монстрами. Совместная игра в Monster Hunter на PSP с друзьями или коллегами по работе была в Японии массовым занятием, не вызывавшим никакого удивления — по воспоминанием журналистки Надии Бейли из US Gamer, жившей тогда в Японии, само название Monster Hunter для японцев было синонимично образу компании из четырёх человек, которые стояли кружком, смеялись и получали удовольствие от совместной игры. Хотя за пределами Японии находить напарников для ad-hoc-игр было сложнее, геймплей игры с короткими сессиями-охотами, следующими одному и тому же игровому циклу, всё равно хорошо подходил для игры на портативной консоли хотя бы и в одиночку, например, в поездках.
До конца 2010-х годов чрезвычайная популярность серии Monster Hunter оставалась исключительно японским феноменом — если в Японии новые игры серии оказывались в числе самых востребованных и хорошо продающихся на рынке, в западных странах игры получали посредственные отзывы прессы и не привлекали интереса публики. Продюсер серии Рёдзо Цудзимото в 2008 году в интервью сайту Eurogamer объяснял эту разницу факторами окружения. Игровой процесс Monster Hunter требует от новичка продолжительного освоения — около десяти часов. По мнению Цудзимото, в Японии, где люди живут очень тесно и постоянно пользуются общественным транспортом, новички постоянно находились в обществе более опытных игроков — друзей, коллег или случайных попутчиков. Большинство японских игроков в Monster Hunter были казуальными игроками, которых провёл через этап освоения кто-то другой, тогда как на Западе игры оставались уделом немногочисленных «хардкорных» геймеров, готовых терпеливо учиться самостоятельно. Capcom ставила своей целью вырастить сообщество игроков и вне Японии.
Monster Hunter: World (2018) стала первой игрой серии, которой удалось добиться крупного успеха и в других странах. Эта перемена была связана не с какими-то социальными изменениями, а с изменением технологий и самого подхода Capcom: если предыдущие игры создавались с расчетом на локальный ad-hoc мультиплеер и выпускались в других странах через год или два после японского релиза, World была разработана в расчете на игру по сети с игроками по всему миру и выпущена одновременно в Японии и других странах. Поскольку основной платформой для World стала домашняя консоль PlayStation 4, разработчики получили возможность создать гораздо более привлекательную графику, чем в предыдущих портативных играх. Начиная с World, разработчики также перестали включать в названия игр номера, как это было раньше. Вместо этого подзаголовок игры передаёт некую общую «тему» или «концепцию»: в World (с англ. — «Мир») появились обширные области, по которым можно было свободно перемещаться — открытый мир, в Rise (с англ. — «Подъем») упор был сделан на передвижение по вертикали.

## Манга
На серии игр основана сёнэн-манга Хиро Масимы Monster Hunter Orage, выходившая с 4 апреля 2008 года по 2 мая 2009 года в журнале Monthly Shōnen Rival издательства «Коданся».

## Фильм
Фильм, основанный на этой серии, был задуман режиссером Полом У. С. Андерсоном в 2012 году. Фильм был официально анонсирован компанией Capcom в октябре 2018 года, производство началось в том же месяце с Impact Pictures и Constantin Film, а релиз был запланирован на 4 сентября 2020 года, но в связи с пандемией COVID-19 был отложен до декабря 2020 года. Фильм рассказывает о приключениях группы миротворцев ООН, попадающей в альтернативное измерение, где охотники сражаются с монстрами. В фильме снялись Мила Йовович, Рон Перлман, Т. И. Харрис, Диего Бонета и Тони Джаа.